# 1992 EU30
1992 EU30 är en asteroid i huvudbältet som upptäcktes den 1 mars 1992 av UESAC vid La Silla-observatoriet.
Asteroiden har en diameter på ungefär 4 kilometer.